# Janko Kersnik
Janko Kersník, slovenski pisatelj, politik in notar, * 4. september 1852, Brdo pri Lukovici, † 28. julij 1897, Ljubljana.

## Življenje
Janko Kersnik se je rodil v plemiški družini očetu Jožetu in materi Berti Höffern v brdskem gradu, blizu Lukovice pri Domžalah. V matični knjigi je bil vpisan kot Johann Babtista Anton Joseph (Janez Krstnik Anton Jožef). Obiskoval je gimnazijo v Ljubljani, a je ni dokončal, zato ga je doma zasebno poučeval Fran Levec in ga navdušil za slovensko književnost. Leta 1868 je začel študirati pravo na Univerzi na Dunaju, nato je nadaljeval na Univerzi v Gradcu, kjer je študij leta 1874 dokončal. Postal je pripravnik na finančni prokuraturi v Ljubljani, leta 1878 pa je prevzel mesto notarskega namestnika na Brdu. Notarski izpit je naredil leta 1880. Leta 1883 je bil prvič izglasovan za deželnega poslanca. Kasneje je bil izvoljen za predsednika podružnice Kmetijske družbe, spomladi leta 1885 pa za župana lukoviške občine. Poročil se je z Alojzijo Tavčar, hčerko ljubljanskega hotelirja in posestnika. V letu 1889 je bil ponovno izvoljen v deželni zbor. Umrl je 28. julija 1897 zaradi jetike na grlu. Po njem je imenovana Osnovna šola Janka Kersnika na Brdu pri Lukovici.

## Delo
Začel je s pisanjem nemških pesmi (npr. Ode an den Triglav), a je to pod vplivom Levca opustil in prešel na pisanje slovenskih pesmi. Nato je začel s pisanjem proze, ki jo je pisal do konca življenja. Leta 1866 je v Slovenskem glasniku izšla njegova prva pesem Gomila, kasneje pa še Ljubav do doma, Slavec, Obraz, Roža in skala, Sred voda, Roža na tujem, Sanje. Njegove pesmi so izhajale tudi v Stritarjevem Zvonu. Leta 1869 je izdal cikel pesmi Raztreseno cvetje.
Leta 1871 se je uveljavil kot prvi slovenski podlistkar.  Najprej v Slovenskem narodu objavi Muhasta pisma, nato cikel osemnajstih feljtonov Nedeljska pisma. Muhasta pisma so vsebovala zbadljivke na račun takratnega deželnega predsednika Auersperga, zato jih je večino zasegla policija.  Leta 1874 objavi Postna premišljevanja in Raztreseni listi. V podlistkih je pogosto na ironičen način prikazal pereče družbene, politične in kulturne razmere na Slovenskem. Velikokrat je pokazal tudi nestrinjanje s klerikalizmom in strankarsko omejenostjo. Pisal je tudi o Staroslovencih, nemškutarjih in politiki. Splošnejšega značaja so Pisma iz Gradca. V Postnih pismih pa je satirično pisal zoper duhovnike in konzervativno politiko. V nekaterih delih se je podpisal kot Baptist.
Objavljal je tudi gledališke kritike. Ob Bleiweisovi 70-letnici pa je napisal enodejanko Berite Novice.
Prvi obsežnejši roman Na Žerinjah je začel snovati leta 1875. Objavil ga je v Jurčičevi Slovenski knjižnici.  
Leta 1881 je dokončal Jurčičev roman Rokovnjači. Kmečko življenje je orisal v povestih Testament in Očetov greh. Njegova najpomembnejša dela iz meščanskega življenja so: romana Ciklamen (l. 1883) in Agitator (l. 1885) ter povest Jara gospoda (l. 1893). Posebej se je uveljavil v krajših slikah iz kmečkega življenja, Kmetskih slikah. Te so postopoma izhajale v Ljubljanskem Zvonu v letih 1887-1890. Uspešen pa je bil tudi v daljših ljudskih povestih, kot so Kako je stari Molek tatu iskal, Znojilčevega Marka božja pot, Za čast, Rejenčeva osveta. Njegovo šegavost pa kažejo šaljivke Dva adjutanta, Nova železnica, Dohtar Konec in njegov konj in Kolesarjeva snubitev. Napisal je tudi dolgo novelo Gospod Janez, ki je v Zvonu izhajala od junija do decembra 1884. Izdal je več krajših leposlovnih črtic.

## Najbolj znana dela
- Na Žerinjah, 1876 (COBISS)
- Rokovnjači - dopolnil po smrti Josipa Jurčiča, 1881 (COBISS)
- Lutrski ljudje, 1882 (COBISS)
- Ciklamen, 1883 (COBISS)
- Gospod Janez, 1884 (COBISS)
- Agitator, 1885 (COBISS)
- Testament, 1887 (COBISS)
- Dohtar Konec in njegov konj, 1888 (COBISS)
- Kako je stari Molek tatu iskal, 1889 (COBISS)
- Kmetske slike, 1891 (COBISS)
- Jara gospoda, 1893 (COBISS)
- Očetov greh, 1894 (COBISS)